# Su (Unix)
su (engelska: substitute user) är ett Unix-kommando, som byter användarkonto tills vidare eller för körning av ett enskilt kommando.
Kommandot används då man i unixliknande system vill köra ett visst kommando eller flera kommandon som en annan användare än den man är inloggad som (eller tillfälligt bytt till).
Givet utan argument byter su den aktiva användaridentiteten (euid) till root (administratörskontot) utan att i övrigt ändra på miljön. Argumentet "-" ändrar miljön enligt den nya användaridentiteten, "-c" följt av ett kommando (eventuellt med argument, i så fall inom citationstecken eller liknande) kör ett kommando med annan användaridentitet. Andra argument uppfattas som ett användarnamn att byta till.
Numera finns andra kommandon med mer eller mindre samma funktion, såsom sudo och gksu, varav det förra ger ökad kontroll över enskilda användares rättigheter och det senare är anpassat till en grafisk miljö. Dessa är dock inte tillgängliga i alla system.